# Стара Еметівка
Стара Еметівка — село Усатівської сільської громади в Одеському районі Одеської області в Україні. Населення становить 59 осіб.

## Населення

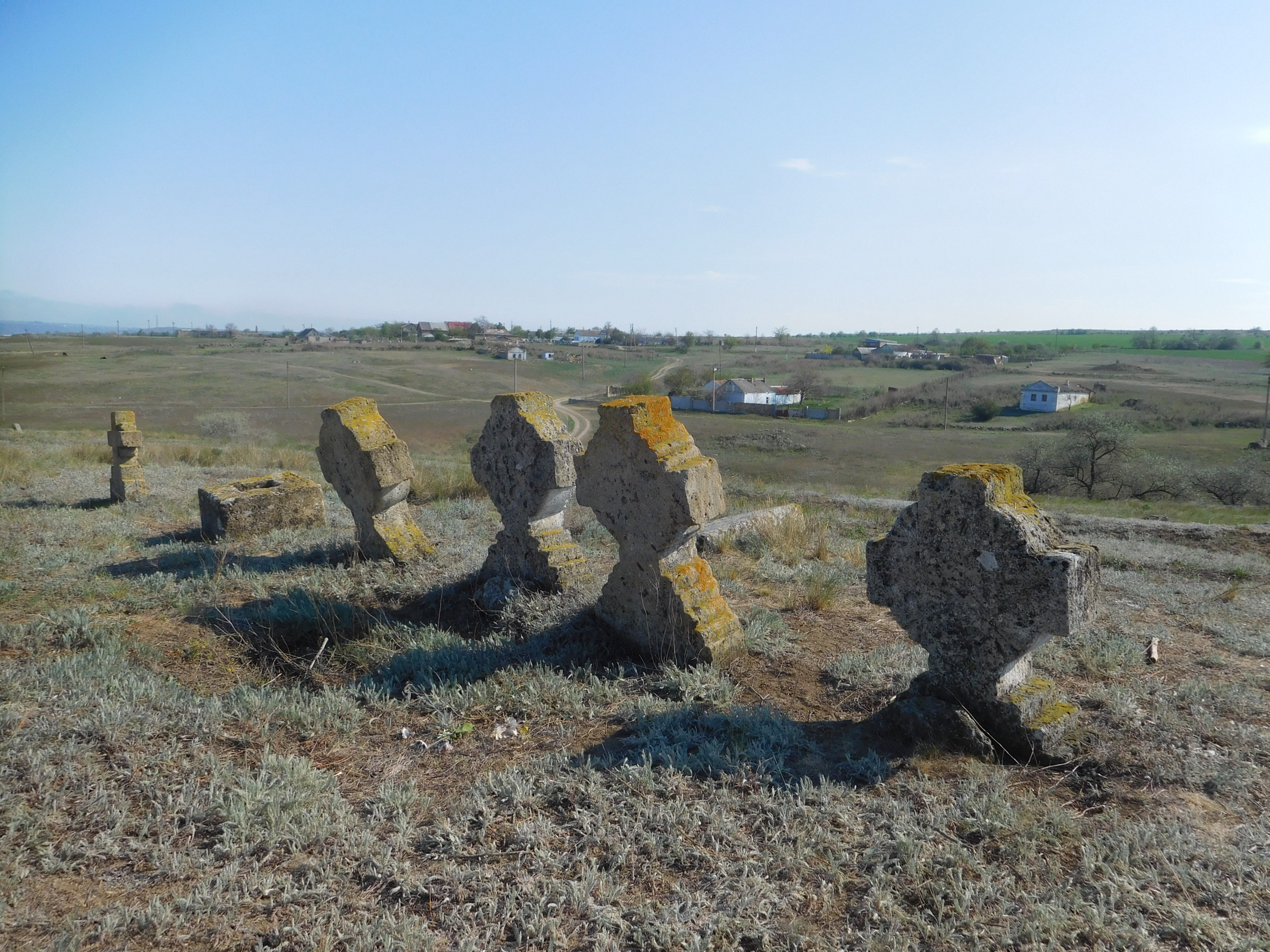
Старий покинутий цвинтар у селі

Згідно з переписом 1989 року населення села становило 63 особи, з яких 30 чоловіків та 33 жінки.
За переписом населення 2001 року в селі мешкало 47 осіб.

### Мова
Розподіл населення за рідною мовою за даними перепису 2001 року:
| Мова       | Відсоток |
| ---------- | -------- |
| українська | 84,75 %  |
| російська  | 11,86 %  |
| румунська  | 3,39 %   |